# هوغو بورغز
هوغو بورغز هو لاعب كرة قدم برازيلي، ولد في 1998 في دوق دي كاكسياس في البرازيل. لعب مع نادي كورينثيانز.